# Oboista

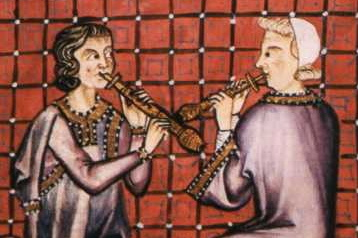
Oboistes tocant la museta, segle XIII

Un oboista és un músic que toca l'oboè o qualsevol instrument de la familia dels oboès, inclòs el corn anglès, l'oboè d'amor, i el petit oboè o museta.
A continuació hi ha una llista de destacats oboistes, amb indicacions de la seva nacionalitat, etc. Els oboistes amb un asterisc (*) tenen una biografia en la versió en línia del diccionari de música i músics Grove Music Online.

## Oboistes històrics

### Període Barroc 1600-1760
- Francesco Barsanti (1690-1772), italià* (compositor)
- Alessandro Besozzi (1702-1793), italià*
- Antonio Besozzi (1707-1781), italià*
- Christoforo Besozzi (1661-1725), italià*
- Giuseppe Besozzi (1686-1760), italià*
- Paolo Girolamo Besozzi (1704-1778), italià*
- Mateo Bissoli (Bisioli) (c.1711-1780), italià
- Esprit Philippe Chédeville (1696-1762), francès*
- Nicolas Chédeville (1705-1782), francès*
- Pierre Chédeville (1694-1725), francès*
- Michel Danican I, dit Philidor el vell (1580-1651), francès
- Michel Danican II, dit Philidor el jove (1610-1659, francès
- André Danican Philidor, dit Philidor l'ainé (c.1647-1730), francès* (Llibrer)
- Jean Danican Philidor (ca.1610-1679), francès
- John Ernest Galliard (c. 1675-1747), alemany*
- Johann Caspar Gleditsch (1684-1747), alemany («oboista de Bach»)
- Peter Glösch (c.1685-1754), alemany[3]
- Jean Hotteterre (c.1610-1691), francès* (fabricant d'instruments)
- Martin Hotteterre (1635-1712), francès* (fabricant d'instruments)
- Nicolas Hotteterre (1637-1694), francès*
- Jean Christian Kytch (died c.1738), neerlandès («oboista de Handel»)
- Johann François La Riche (1662-after 1733), flamenc*[3]
- Jacques Loeillet (1685-1748), flamenc*
- Jean-Baptiste Loeillet (1680-1730), flamenc*
- Jacques Paisible (c.1656-1721), francès
- José Pla (1728-1762), Espanyol*
- Juan Bautista Pla (c.1720-després 1773), Espanyol*
- Manuel Pla (c.1725-1766), català*
- Giovanni Benedetto Platti (1697-1763), italià*[4]
- Johann Christian Richter (1689-1744), alemany[3]
- Jacob Riehman (c.1680-1729), neerlandès*
- Giuseppe Sammartini (1695-1750), italià*
- Ignatz Sieber (Ignazio Siber) (c.1680-c.1760), alemany-italià ("oboista de Vivaldi")
- Roberto Valentine (1674-c.1740), anglès* (compositor)[5]

### Període Clàssic 1730-1820
- Sante Aguilar (c.1734-1808), italià[6]
- Christian Samuel Barth (1735-1809), alemany*
- Philip Barth (1774-1804), danès*
- Georg Benda (1722-1795), Txec* (compositor)
- Carlo Besozzi (1738-1791), italià*
- Gaetano Besozzi (1725-1794), italià*[7]
- Friedrich Braun (1759-1824), alemany*
- Josef Czerwenka (1759-1835), Txec-austríac ("oboista de Beethoven")
- Georg Druschetzky (1745-1819), Txec*
- Giuseppe Ferlendis (1755-1810), italià *[8]
- Pietro Ferlendis (1748-1836), italià
- Josef Fiala (1749-1816), Txec* ("Primer oboista de Mozart")
- Johann Christian Fischer (1733-1800), alemany*[9]
- Joseph François Garnier (1755-1825), francès*
- Michel Joseph Gebauer (1763-1812), francès*
- William Herschel (1738-1822), alemany (astrònom)
- François Jadin (1731-1790), francès*
- Carl Khym (1770-after 1819), Txec*
- Ludwig agost Lebrun (1746-1790), alemany*
- Ignace Malzat (1757-1804), austríac
- Domenico Mancinelli (c.1723-1804), italià*
- John Parke (1745-1829), anglès*
- William Thomas Parke (1762-1847), anglès*
- Giuseppe Prota (1737-1807), italià*
- Friedrich Ramm (1744-1813), alemany ("Segon oboista de Mozart")[6]
- François Alexandre Antoine Sallantin (1755-1830?), francès*
- Johann Friedrich Schröter (1724-1811), alemany*
- Charles J. Suck (c. 1760-c.1808), anglès*
- Philipp Teimer (1767-c.1817), bohemi (Corn anglès)
- Georg Triebensee (1746-1813), bohemi*
- Joseph Triebensee (1772-1846), bohemi* (compositor)
- Thomas Vincent (musician) (1720-1783), anglès*
- Johann Went (1745-1801), bohemi*

### Període Romàntic 1815-1910
- Apollon Barret (1804-1879), francès
- Christian Frederik Barth (1787-1861), danès*
- Richard Baumgärtel (1858-1941), alemany
- Félix-Charles Berthélemy (1829-1868), francès
- Carl A.P. Braun (1788-1835), alemany*
- Wilhelm Braun (1796-1867), alemany*
- Henri Brod (1799-1839), francès
- Baldassare Centroni (c.1784-1860), italià ("oboista de Rossini")
- Charles Colin (1832-1881), francès
- Grattan Cooke (1808-1889), anglès
- Giovanni Daelli (c.1800?-1860), italià
- Franz Wilhelm Ferling (1796-1874), alemany
- Anton Flad (1775-1850), alemany
- Georges Gillet (1854-1920), francès
- Joseph Gungl (1810-1889), hongarès* (director)
- Johann Peter Heuschkel (1773-1853), alemany*
- Desiré Alfred Lalande (1866-1904), francès*
- Antoine Joseph Lavigne (1816-1886), francès
- Johann Heinrich Luft (1813-1877), alemany
- William Malsch (1855-1924), anglès*
- Carlo Paessler (1774-1865), italià
- Giovanni Paggi (1806-1887), italià*
- Antonio Pasculli (1842-1924), italià* (el "Paganini de l'oboè")
- Charles Reynolds (1843-1916), anglès
- Friedrich Ruthardt (1800-1862), alemany
- Adolf Rzepko (1825-1892), Polonès*
- Joseph Sellner (1787-1843), austríac[10]
- Pedro Soler (1810-1850), Espanyol
- Friedrich-Eugen Thurner (1785-1827), alemany
- Charles Triébert (1810-1867), francès*
- Frédéric Triébert (1813-1878), francès* (fabricant d'instruments)  Arxivat 2007-07-03 a Wayback Machine.
- Raoul Triébert (1845-c.1894), francès*
- Louis-Auguste Vény (1801-after 1848), francès
- Stanislas Verroust (1814-1863), francès  Arxivat 2000-08-23 at Archive.is
- Gustave Vogt (1781-1870), francès*
- Friedrich Westenholz (1778-1840), alemany*
- Carlo Yvon (1798-1854), italià  Arxivat 2007-12-30 a Wayback Machine.

### Segle XX (nascut abans 1910 o mort abans 1980)
- Alfred Barthel (1871-1957), francès  Arxivat 2006-09-13 a Wayback Machine.
- Louis Bas (1863-1944), francès
- Etienne Baudo (1903-2001), francès  Arxivat 2009-01-09 a Wayback Machine.
- Louis Bleuzet (1871-1941), francès
- Robert Bloom (1908-1994), nord-americà*  Arxivat 2007-05-07 a Wayback Machine.
- Joy Boughton (1913-1963), anglès  Arxivat 2006-09-13 a Wayback Machine.
- Leonard Brain (1915-1975), anglès*
- Henri de Busscher (1880-1975), belga*  Arxivat 2007-08-13 a Wayback Machine.
- Albert Debondue (1895-1984), francès
- Alvin Etler (1913-1973), nord-americà* (compositor)
- Svend Christian Felumb (1898-1972), danès
- Fritz Flemming (1872/3-1947), alemany
- Fernand Gillet (1882-1980), francès  Arxivat 2007-05-23 a Wayback Machine.
- Leon Goossens (1897-1988), anglès*
- František Hanták (1910-1990), Txec*
- Hans Kamesch (1901-1975), austríac
- Rudolf Kempe (1910-1976), alemany* (director)
- Bruno Labate (1883-1968), italià
- Roland Lamorlette (1894-1960), francès
- Alfred Laubin (1906-1976), nord-americà (fabricant d'instruments)
- Georges Longy (1868-1930), francès*  Arxivat 2007-11-14 a Wayback Machine.
- Terence MacDonagh (1908-1986), britànic  Arxivat 2006-09-12 a Wayback Machine.
- Josef Marx (1913-1978), alemany-nord-americà*  Arxivat 2007-12-04 a Wayback Machine.
- Robert Mayer (1910-1994), nord-americà  Arxivat 2006-09-12 a Wayback Machine.
- Karl Mayrhofer (1927-1976), austríac  Arxivat 2007-09-30 a Wayback Machine.
- Myrtile Morel (1889-1979), francès  Arxivat 2007-05-10 a Wayback Machine.
- Florian Mueller (1904-1983), nord-americà  Arxivat 2006-09-13 a Wayback Machine.
- Giuseppe Prestini (1875-1955), italià  Arxivat 2007-06-06 a Wayback Machine.
- Riccardo Scozzi (1878-1955), italià  Arxivat 2007-06-06 a Wayback Machine.
- Harry Shulman (1916-1971), nord-americà  Arxivat 2007-05-07 a Wayback Machine.
- William Grant Still (1895-1978), nord-americà* (compositor)
- Václav Smetácek (1906-1986), Txec* (director)
- Haakon Stotijn (1915-1964), neerlandès*
- Jaap Stotijn (1891-1970), neerlandès*
- František Suchý (1902-1977), Txec
- Marcel Tabuteau (1887-1966), francès/nord-americà*
- Alexander Wunderer (1877-1955), austríac

## Oboistes clàssics contemporanis

### A-B
- David Abosch (nascut 1922), nord-americà
- John Anderson (nascut 1954), anglès  Arxivat 2008-04-23 a Wayback Machine.
- Rhadames Angelucci (1915-1991), nord-americà  Arxivat 2008-04-23 a Wayback Machine.
- Max Artved (nascut 1965), danès
- Robert Atherholt (nascut c.1955), nord-americà  Arxivat 2007-06-30 a Wayback Machine.
- Evelyn Barbirolli (nascut Evelyn Rothwell, 1911), anglès*  Arxivat 2006-11-28 a Wayback Machine.
- Theodore Baskin (nascut 1950), nord-americà
- Perry Bauman (nascut 1918), nord-americà-canadenc
- William Bennett (nascut 1956), nord-americà  Arxivat 2007-05-10 a Wayback Machine.
- León Biriotti (nascut 1929), Uruguaià*
- Neil Black (nascut 1932), anglès
- Jonathan Blumenfeld, nord-americà  Arxivat 2007-09-29 a Wayback Machine.
- Gianfranco Bortolato (nascut 1964), italià  Arxivat 2007-09-27 a Wayback Machine.
- Maurice Bourgue (nascut 1939), francès*
- Peter Bowman, nord-americà  Arxivat 2006-09-12 a Wayback Machine.
- Douglas Boyd (nascut 1960), Escocès
- Peter Bree (nascut 1949), neerlandès [Enllaç no actiu]
- Kim Bryden, nord-americà  Arxivat 2006-09-05 a Wayback Machine.
- Lon Bussell, nord-americà

### C-E
- Germán Cáceres (nascut 1954), Salvadorenc*
- Sandro Caldini (nascut 1958), italià
- James Caldwell (1938-2006), nord-americà  Arxivat 2007-06-10 a Wayback Machine.
- Anthony Camden (1938-2006), anglès
- Robin Canter, anglès
- Jean-Louis Capezzali (nascut 1959), francès  Arxivat 2007-09-27 a Wayback Machine.
- Stephen Caplan, nord-americà  Arxivat 2007-11-13 a Wayback Machine.
- Robert Casier (nascut 1924), francès
- Joseph Celli (nascut 1944), nord-americà*
- Jacques Chambon (1932-1984), francès
- Manfred Clement (1934-2001), alemany
- Fredric T. Cohen (nascut 1948), nord-americà  Arxivat 2007-05-10 a Wayback Machine.
- Roger Cole, nord-americà  Arxivat 2007-02-23 a Wayback Machine.
- Peter Cooper, nord-americà  Arxivat 2007-06-09 a Wayback Machine.
- Christopher Cowie, Gal·lès  Arxivat 2007-09-28 a Wayback Machine.
- Janet Craxton (1929-1981), anglès*  Arxivat 2006-09-13 a Wayback Machine.
- Jeffrey Crellin, australià  Arxivat 2006-12-06 a Wayback Machine.
- Jill Crowther, anglès
- Nicholas Daniel (nascut 1962), anglès
- Jan De Maeyer (nascut 1949), belga (compositor) [Enllaç no actiu]
- John Dee, nord-americà  Arxivat 2006-09-06 a Wayback Machine.
- Simon Dent (nascut c.1950), anglès-nascut alemany
- Paolo Di Cioccio (1963)
- Francesco Di Rosa (nascut 1967), italià
- Diego Dini-Ciacci, italià  Arxivat 2007-09-28 a Wayback Machine.
- Jonathan Dlouhy, nord-americà [Enllaç no actiu]
- Diana Doherty (nascut 1966), australià
- Elaine Douvas (nascut c. 1952), nord-americà
- Stuart Edward Dunkel, nord-americà
- Kevin England (nascut 1959), anglès
- Niels Eje (nascut 1954), danès  Arxivat 2006-11-15 a Wayback Machine.
- Dominique Enon (nascut 1962), francès
- Antonio Estévez (1916-1988), Veneçolà* (compositor)

### F-H
- Lothar Faber (nascut 1922), alemany
- John Ferrillo, nord-americà
- Sarah Francis (nascut 1938), anglès*
- Simon Fuchs (nascut 1961), suís
- Martin Gabriel (nascut 1956), austríac
- Thomas Gallant, nord-americà
- Bert B. Gassman (1911-2004), nord-americà
- Martin Gebhardt, suís  Arxivat 2007-10-11 a Wayback Machine.
- Alfred Genovese, nord-americà
- Ariana Ghez (nascut 1979), nord-americà  Arxivat 2007-02-10 a Wayback Machine.
- Burkhard Glaetzner (nascut 1943), alemany
- Albert Goltzer (nascut c.1920), nord-americà  Arxivat 2007-04-26 a Wayback Machine.
- Harold Gomberg (1916-1985), nord-americà*
- Ralph Gomberg (1921-2006), nord-americà*
- Paul Goodey, anglès  Arxivat 2006-10-03 a Wayback Machine.
- Ingo Goritzki (nascut 1939), alemany  Arxivat 2006-05-07 a Wayback Machine.
- Peter Graeme (nascut 1921), anglès
- Kathryn Greenbank, nord-americà  Arxivat 2006-10-01 a Wayback Machine.
- Laszlo Hadady (nascut 1956), hongarès  Arxivat 2007-09-29 a Wayback Machine.
- Charles Hamann (nascut c. 1971), canadenc
- Steinar Hannevold (nascut 1952), noruec  Arxivat 2007-05-06 a Wayback Machine.
- Erin Hannigan, nord-americà  Arxivat 2007-01-25 a Wayback Machine.
- Earnest Harrison (1918-2005), nord-americà
- Werner Herbers (nascut 1940), neerlandès  Arxivat 2007-09-27 a Wayback Machine.
- Brynjar Hoff (nascut 1940), Noruec  Arxivat 2007-05-09 a Wayback Machine.
- Heinz Holliger (nascut 1939), suís*
- Bernd Holz, alemany  Arxivat 2007-10-12 a Wayback Machine.
- Christian Hommel (nascut 1963), alemany  Arxivat 2007-09-30 a Wayback Machine.
- Masashi Honma (nascut 1947), japonès
- Helmut Hucke (nascut 1929), alemany
- Gordon Hunt (nascut 1950), anglès

### I-L
- Althea Ifeka, Nigerià-anglès
- Thomas Indermühle (nascut 1951), suís  Arxivat 2007-09-28 a Wayback Machine.
- Eugene Izotov (nascut 1973), rus-nord-americà
- Helén Jahren (nascut 1959), suec
- Brian James (nascut 1977), nord-americà/canadenc  Arxivat 2007-09-28 a Wayback Machine.
- Karl Jenkins (nascut 1944), Gal·lès* (oboista de jazz)
- Arthur Jensen (nascut 1925), nord-americà  Arxivat 2006-09-12 a Wayback Machine.
- Richard Kanter (nascut 1934), nord-americà
- Melvin Kaplan (nascut 1929), nord-americà
- Manfred Kautzky, austríac
- Jonathan Kelly, britànic
- Richard Killmer, nord-americà
- Nancy Ambrose King, nord-americà
- Alex Klein (nascut 1964), brasiler
- Merilee Klemp, nord-americà  Arxivat 2007-09-26 a Wayback Machine.
- Lothar Koch (1935-2003), alemany*
- Cynthia Koledo de Almeida, nord-americà
- Yeon-Hee Kwak (nascut c. 1969), Coreà  Arxivat 2007-09-29 a Wayback Machine.
- John de Lancie (1921-2002), nord-americà*
- Vladimir Lande (nascut 1962), rus  Arxivat 2004-11-04 at Archive.is
- André Lardrot (nascut 1932), suís
- François Leleux (nascut 1971), francès  Arxivat 2007-09-27 a Wayback Machine.
- Lajos Lencsés (nascut 1943), hongarès
- Marc Lifschey (1926-2000), nord-americà  Arxivat 2007-05-09 a Wayback Machine.
- Jay Light, nord-americà
- Roger Lord (nascut 1924), anglès
- Humbert Lucarelli (nascut 1937), nord-americà

### M-P
- John Mack (1927-2006), nord-americà
- Charles Mackerras (1925-2010), australià
- Jean-Claude Malgoire (1940-2018), francès
- Arno Mariotti (1911-1993), alemany-nascut nord-americà  Arxivat 2007-05-08 a Wayback Machine.
- James Mason (nascut 1952), nord-americà/canadenc  Arxivat 2007-07-11 a Wayback Machine.
- Albrecht Mayer (nascut 1965), alemany
- Paul McCandless (nascut 1947), nord-americà* (oboista de jazz)
- Mark McEwen, canadenc  Arxivat 2007-09-30 a Wayback Machine.
- Malcolm Messiter (nascut 1949), anglès
- Mitch Miller (1911-2010), nord-americà (singer)
- Fumiaki Miyamoto, japonès
- Patricia Morehead, nord-americà
- Manuel Munzlinger, alemany (pop/jazz oboist)
- Katherine Needleman (nascut 1978), nord-americà
- Celia Nicklin, anglès  Arxivat 2007-05-27 a Wayback Machine.
- Bjørn Carl Nielsen (nascut 1945), danès
- Alf Nilsson (nascut 1940), suec
- David Nuttall (nascut 1956), australià  Arxivat 2007-05-07 a Wayback Machine.
- Christopher O'Neal (nascut 1953), britànic  Arxivat 2007-02-05 a Wayback Machine.
- Eric Ohlsson, nord-americà  Arxivat 2007-06-25 a Wayback Machine.
- Alexei Ogrintchouk (nascut 1978), rus
- Pauline Oostenrijk (nascut 1967), neerlandès
- Mark Ostoich, nord-americà
- Emily Pailthorpe (nascut c.1971), nord-americà
- Didier Pateau, francès  Arxivat 2007-10-07 a Wayback Machine.
- Pamela Pecha (nascut 1951), nord-americà
- Louise Pellerin, canadenc  Arxivat 2007-05-04 a Wayback Machine.
- Pierre Pierlot (1921-2007), francès  Arxivat 2007-10-27 a Wayback Machine.
- Nora Post (nascut 1949), nord-americà
- Ivan Pushetchnikov (nascut 1918), rus [Enllaç no actiu]

### R-S
- Wayne Rapier (1930-2005), nord-americà
- Elizabeth Raum (nascut 1945), canadenc* [Enllaç no actiu]
- Christopher Redgate (nascut 1956), anglès  Arxivat 2007-04-30 a Wayback Machine.
- Juozas Rimas (nascut 1942), lituà
- Joseph Robinson (nascut 1940), nord-americà*
- Carlo Romano (nascut 1954), italià
- Ernest Rombout (nascut 1959), neerlandès  Arxivat 2007-05-06 a Wayback Machine.
- Ronald Roseman (1933-2000), nord-americà  Arxivat 2008-04-23 a Wayback Machine.
- Evelyn Rothwell (nascut 1911), anglès*  Arxivat 2006-11-28 a Wayback Machine.
- Edwin Roxburgh (nascut 1937), anglès*
- Andrey Rubtsov (nascut 1982), rus  Arxivat 2007-05-06 a Wayback Machine.
- Francisco Salanova Alfonso, espanyol
- Harry Sargous (nascut 1948), nord-americà  Arxivat 2007-05-09 a Wayback Machine.
- Jürg Schaeftlein (1929-1986), austríac*  Arxivat 2007-09-30 a Wayback Machine.
- Hansjörg Schellenberger (nascut 1948), alemany  Arxivat 2002-01-11 a Wayback Machine.
- Bernard Schenkel (nascut 1941), suís  Arxivat 2007-04-18 a Wayback Machine.
- Bart Schneemann (nascut 1954), neerlandès  Arxivat 2007-10-13 a Wayback Machine.
- Stefan Schilli (nascut 1970), alemany
- Gernot Schmalfuss, alemany
- Brenda Schuman-Post (nascut 1948), nord-americà  Arxivat 2007-04-19 a Wayback Machine.
- Martin Schuring, nord-americà
- Lawrence Singer (nascut 1940), nord-americà
- Jerry Sirucek (1922-1996), nord-americà  Arxivat 2007-04-26 a Wayback Machine.
- Koen van Slogteren (1922-1995), neerlandès  Arxivat 2006-09-12 a Wayback Machine.
- Jonathan Small (nascut 1956), anglès  Arxivat 2007-09-29 a Wayback Machine.
- Peter Smith, nord-americà
- Robert Sorton (nascut 1952), nord-americà
- Robert Sprenkle (1914-1988), nord-americà
- Jan Spronk, neerlandès
- Karl Steins (nascut 1919), alemany
- Cynthia Steljes (1960-2006), canadenc
- Ray Still (nascut 1920), nord-americà  Arxivat 2007-05-23 a Wayback Machine.
- Laila Storch (nascut 1921), nord-americà
- Linda Strommen (nascut 1957), nord-americà
- Matt Sullivan, nord-americà
- Sidney Sutcliffe (1918-2001), escocès  Arxivat 2009-01-09 a Wayback Machine.

### T-Z
- Jiri Tancibudek (1921-2004), Txec  Arxivat 2011-03-10 a Wayback Machine.
- Stephen Taylor (nascut 1949), nord-americà  Arxivat 2007-04-23 a Wayback Machine.
- David Theodore (nascut 1948), gal·lès  Arxivat 2006-10-02 a Wayback Machine.
- Jacques Tys, francès
- Alexei Utkin (nascut 1957), rus
- Joris Van den Hauwe, belga
- Jacques Vandeville, francès
- Luca Vignali (nascut c.1962), italià  Arxivat 2007-09-28 a Wayback Machine.
- Allan Vogel (nascut 1944), nord-americà  Arxivat 2007-06-13 a Wayback Machine.
- Han de Vries (nascut 1941), neerlandès*
- Edo de Waart (nascut 1941), neerlandès* (director)
- Keisuke Wakao, japonès  Arxivat 2007-07-09 a Wayback Machine.
- David Walter (nascut 1958), francès  Arxivat 2007-05-10 a Wayback Machine.
- Liang Wang (nascut 1980), xinès
- Lois Wann (1912-1999), nord-americà
- Richard Weigall (nascut 1944), anglès  Arxivat 2007-09-27 a Wayback Machine.
- David Weiss (nascut 1947), nord-americà  Arxivat 2007-05-04 a Wayback Machine.
- Helmut Winschermann (nascut 1920), alemany (director)
- Tytus Wojnowicz (nascut 1965), Polonès
- Richard Woodhams (nascut 1949), nord-americà
- Renato Zanfini, italià  Arxivat 2007-06-06 a Wayback Machine.
- Omar Zoboli (nascut c. 1951), italià  Arxivat 2001-07-22 at Archive.is
- Marilyn Zupnik, nord-americà

### Oboistes més coneguts per tocar el Corn anglès
- Engelbert Brenner (1904-1986), nord-americà
- Geoffrey Browne, anglès
- Harry Freedman (1922-2005), canadenc (compositor)
- Julie Ann Giacobassi (nascut 1949), nord-americà  Arxivat 2007-05-10 a Wayback Machine.
- Marc Gordon, nord-americà  Arxivat 2007-07-04 a Wayback Machine.
- Hans Hadamowsky (1906-1996), austríac  Arxivat 2006-07-20 a Wayback Machine.
- Peter Henkelman (1882-1949), neerlandès  Arxivat 2007-05-10 a Wayback Machine.
- Carolyn Hove, nord-americà  Arxivat 2007-10-27 a Wayback Machine.
- Felix Kraus (1930-2006), nord-americà  Arxivat 2008-04-22 a Wayback Machine.
- Leo van der Lek (1908-1999), neerlandès  Arxivat 2007-11-20 a Wayback Machine.
- John Minsker (nascut 1912), nord-americà [Enllaç no actiu]
- Christine Pendrill, anglès  Arxivat 2007-09-29 a Wayback Machine.
- Louis Rosenblatt (nascut 1928), nord-americà  Arxivat 2007-04-03 a Wayback Machine.
- Louis Speyer (1890-1970), francès
- Thomas Stacy (nascut 1938), nord-americà*
- Paul Taillefer (nascut 1912), francès
- Dominik Wollenweber (nascut 1967), alemany

### Oboistes més coneguts per tocar instruments d'època
- John Abberger (nascut 1957), nord-americà [Enllaç no actiu]
- Katharina Arfken, alemany  Arxivat 2007-05-06 a Wayback Machine.
- Alfredo Bernardini (nascut 1961), italià  Arxivat 2007-05-05 a Wayback Machine.
- Ulf Bjurenhed (nascut 1956), suec
- Frank de Bruine, neerlandès  Arxivat 2007-05-05 a Wayback Machine.
- Geoffrey Burgess (nascut 1960s), australià ([Enllaç no actiu]
- Paul Dombrecht (nascut 1948), belga
- Ku Ebbinge (nascut 1948), neerlandès*
- Paul Goodwin (nascut 1956), anglès*
- Stephen Hammer (nascut 1951), nord-americà [Enllaç no actiu]
- Bruce Haynes (nascut 1942), nord-americà*
- Washington McClain, nord-americà [Enllaç no actiu]
- Sophia McKenna, anglès?
- Giuseppe Nalin (nascut 1950s), italià  Arxivat 2007-05-05 a Wayback Machine.
- Michel Piguet (1932-2004), suís*
- Marcel Ponseele (nascut 1957), belga [Enllaç no actiu]
- David Reichenberg (1950-1987), nord-americà*  Arxivat 2006-09-13 a Wayback Machine.
- Hugo Reyne (nascut 1961), francès  Arxivat 2006-11-23 a Wayback Machine.
- Anthony Robson (nascut 1955), anglès
- Gonzalo Xavier Ruiz, Argentí  Arxivat 2007-09-27 a Wayback Machine.
- Marc Schachman, nord-americà  Arxivat 2007-09-29 a Wayback Machine.
- Martin Stadler (nascut c.1961), suís  Arxivat 2007-05-05 a Wayback Machine.